# Народна капела бандуристок «Дзвіночок»
Народна капела бандуристок «Дзвіночока» — лауреат багатьох всеукраїнських і міжнародних конкурсів та фестивалів, зокрема міжнародного конкурсу ім. Соломії Крушельницької та фестивалю кобзарського мистецтва ім. Остапа Вересая.

## Про капелу
Народна капела бандуристок «Дзвіночок» була створена у 1958 році з ініціативи відомого львівського бандуриста Володимира Дичака, а вже на її базі була створена Школа кобзарського мистецтва. У капелі займаються дівчата віком від 7 — ми до 17 — ти років. Вони навчаються грі на бандурі, займаються постановкою та розвитком голосу, вивчають історію кобзарського мистецтва. У колективі працюють педагоги Оксана Борачок, Людмила Гребень, Ірина Григорчук, Галина Лучишин та Мирослава Медведська. Керівник капели — Марія Горішна. Вона ж і керівник Школи кобзарського мистецтва.

## Нагороди
Капела «Дзвіночок» є Лауреатом і Дипломантом всеукраїнських, обласних та регіональних фестивалів. Серед них: «Сурми звитяги», «Різдвяні канікули», Фестиваль кобзарського мистецтва ім. Ю. Сінгалевича «Дзвени, бандуро», «Жайвір скликає друзів». Також є учасниками творчих звітів Львівщини в Національному палаці «Україна». Є частим гостем на Львівському телебаченні та радіо. У 1995 р. капела отримала почесне звання «Народний колектив».

## Репертуар
У репертуарі колективу: духовна музика, українська та західноєвропейська класика, українські народні пісні та думи, авторська пісня та пісні, які виконуються мовами інших народів світу.
Капела записала два аудіоальбоми «Дзвіночок колядує» та українські народні і авторські пісні.
Бандуристки з великим успіхом репрезентували українське мистецтво у 16 країнах світу: Естонії, Литві, Росії, Білорусі, Чехії, Польщі, Німеччині, Бельгії, Англії, Франції тощо.